# Вили Хубер
Вилхелм Хубер, најпознатији као Вили Хубер (17. децембар 1913 – август 1998), био је швајцарски фудбалски голман који је играо за Швајцарску на Светском првенству у фудбалу 1934. и 1938. године. Такође је играо за Грасхопер. Био је голман године Швајцарске 1937, 1942. и 1943. године.

## Каријера
Хубер је играо за Ла Сараз и за Блу Старс Цирих пре него што је играо за Грасхопер, са којим је освојио швајцарско првенство у сезонама 1936-37, 1938–39, 1941–42 и 1942–43 и Швајцарски куп 1933-34, 1936–37, 1937–38, 1939–40, 1940–41, 1941–42, 1942–43, освојивши тако дуплу круну 1936-37, 1941–42 и 1942-43. Само су Северино Минели и Алфред Бикел, са по осам трофеја, освајалили више пута куп него Хубер, а иначе је само Херман Шпрингер изједначио овај број освојених куп такмичења у швајцарском фудбалу.
Каријеру је завршио у Цириху.